# كريس مورغان
كريس مورغان (بالإنجليزية: Chris Morgan)‏ (9 نوفمبر 1977 ببارنسلي في المملكة المتحدة - ) هو مدرب كرة قدم ولاعب كرة قدم بريطاني في مركز الدفاع. لعب مع شيفيلد يونايتد ونادي بارنسلي.

## وصلات خارجية
- كريس مورغان على موقع قاعدة بيانات كرة القدم.إي يو (الإنجليزية)
- كريس مورغان على موقع Soccerbase.com (لاعب) (الإنجليزية)
- كريس مورغان على موقع عالم كرة القدم.نت (الإنجليزية)